# تاریخ سرزمین چک
تاریخ سرزمین چک (به چکی: Červený kopec) به سرگذشت اراضی اشاره دارد که امروزه حدودا دربرگیرنده جمهوری چک است.

## دوران باستان
قبایل اسلاو و در میان آن‌ها چک‌ها از نیمه دوم سده ششم میلادی در چندین موج شروع به اسکان در مناطق بوهم و موراویا کردند. این مردمان مدتی تحت انقیاد آورارها قرار گرفتند در سال ۶۲۳ یا ۶۲۴ میلادی به رهبری سامو بر آن‌ها شوریدند. سامو اتحادیه‌ای قبایل اسلاو در بوهم، موراویا، لوساتیا، شرق بایرن و بخش‌هایی از اسلواکی پدید آورد. در پی مرگ او در سال ۶۵۸ میلادی این نخستین واحد شبه‌کشور از هم پاشید.

## قرون وسطی
در سده نهم میلادی موراویا و بخشی از اسلواکی مرکز حاکمیتی با عنوان موراویای بزرگ بود. این حاکمیت همچنین بر بوهم، لوساتیا، سیلزی، پانونیا و جنوب لهستان سلطه داشت. حاکمان موراویای بزرگ با داشتن ارتباط با امپراتوری بیزانس، به مسیحیت گرویدند. به درخواست راستیسلاو، شاهزاده موراویا، میخائیل سوم، امپراتور بیزانس حدود سال ۸۶۳ میلادی مبلغانی بدین سرزمین گسیل کرد. با موافقت پاپ اسقف‌نشین بزرگ موراویا مستقل از ساختار کلیسایی فرانک‌ها تشکیل شد. موراویای بزرگ زیر حمله مجارها در سده دهم میلادی سقوط کرد.
امپراتوری مقدس روم سال ۹۶۲ میلادی بنیان نهاده شد و بوهم به یکی از خراج‌گذاران آن بدل گشت. وراتیسلاو دوم سال ۱۰۸۵ عنوان پادشاه بوهم را دریافت کرد. این عنوان از سال ۱۱۵۸ میلادی در زمان ولادیسلاو دوم حالت موروثی یافت. سال ۱۲۱۲ میلادی، هنگام زمامداری اوتاکار یکم، پادشاه بوهم یکی از امرای انتخاب‌گر امپراتور مقدس روم شد.
دودمان پرمیسلیت ۱۳۰۶ منقرض و در سال ۱۳۱۰ میلادی با دودمان لوکزامبورگ جایگزین گردید. چهار تن از پادشاهان این دودمان تا سال ۱۴۳۷ میلادی بر بوهم حکم راندند که سه تن از آن‌ها امپراتوری مقدس روم بودند. معروف‌ترین آن‌ها کارل چهارم بود که قواعد جدیدی برای گزینش امپراتور وضع کرد و به چک‌ها ارشدیت داد. او همچنین دانشگاه پراگ را تاسیس کرد که نخستین و قدیمی‌ترین دانشگاه در مرکز اروپا است.
در دوران حکومت واکلاو دوم جریان قدرتمندی برای اصلاحات مذهبی موسوم به جنبش هوسایت به رهبری یان هوس به راه افتاد. به هر صورت هوس به بدعت‌گزاری متهم و پس از محاکمه در شورای کنستانس، سال ۱۴۱۵ میلادی در آتش سوزانده شد. در پی مرگ او شورش بزرگی در بوهم بین سال‌های ۱۴۱۹ تا ۱۴۳۶ میلادی به پا گشت. سه جنگ صلیبی و لشکرکشی‌های دیگری علیه این قیام صورت گرفت. در نهایت زیگیسمونت یکم، امپراتور مقدس روم و پاپ اویگن چهارم وادار شدند عقاید جنبش هوسایت را به عنوان دین ملی بوهم بپذیرند.
پس از این حوادث بوهم برای حدودا ۲۰۰ سال غالبا پروتستان بود. پس از یک دوران آشفته فترت، ییری پودبراد، اشراف‌زاده چک پادشاهی را در اين سرزمين بازیافت و در سال ۱۴۵۸ میلادی از طرف شورای چک‌ها به خود به سلطنت برگزیده شد. در دوران جانشینان او قدرت اشرف هر بیشتر افزایش یافت و مزایای زیادی به آن‌ها اعطا شد.

## دودمان هابسبورگ
پس از کشته شدن کاسیمیر چهارم در سال ۱۵۲۶ در نبرد موهاچ در مقابل ترکان عثمانی دودمان او نیز برافتاد. در پی این حوادث شورای چک‌ها فردیناند یکم از دودمان هابسبورگ را به عنوان پادشاه گزیدند. حکمرانان هابسبورگ در تلاش بودند کاتولیکیسم را به بوهم بازگردانند اما با مقاومت موجه بودند. با ورود لوترنیسم به این سرزمین، پروتستانتیسم به چند فرقه تقسیم شد. سال ۱۵۶۷ میلادی ماکسیمیلیان دوم، امپراتور مقدس روم سعی کرد قانون آزادی مذهب را ملغی کند اما جانشین او، رودولف دوم سال ۱۶۰۹ میلادی مجددا بر آن صحه گذاشت.